# 印度武裝部隊
印度武裝部隊（印地语：भारतीय सशस्‍त्र सेनाएं，英语：Indian Armed Forces）就印度共和國整體的軍事組織而言，其主要構成部分為印度陸軍、印度海軍、印度空軍和印度海岸警衛隊，以及其他包括中央準軍事部隊和核戰略司令部等戰略支援機構。印度總統為武裝部隊名義上的最高統帥。
印度保持世界第3大武裝力量，估計常規部隊總兵力有1,455,550人 。印度官方的國防預算達到669億美元，印度武裝部隊正在迅速擴大和現代化，在未來將有軍事航天計劃，目前則是正在積極開發導彈防禦系統和強大的核武軍事能力。

## 歷史
印度擁有悠久的軍事歷史，可以追溯到幾千年前。最早紀錄於史册之軍隊是吠陀以及史詩羅摩衍那等。步兵一般是以射箭和武術為主。而與此同時印度也已有海軍記載──公元前1500年在梨俱吠陀有過海軍遠征之記載。17至18世紀，印度部分小國海軍船隊，已是印度大陸最強大的海軍，曾多次擊敗歐洲艦隊。
19世紀中期印度正式成為英國殖民地。其時有英屬印度海軍，直接控制著印度近一個世紀。
印度獨立後，1950年1月26日成為印度海軍。而陸軍則曾於1947年、1965年、1971年與巴基斯坦打過三次戰爭，也曾於1962年與中國打過仗。
2012年4月19日成功試射可攜載核彈頭的「烈火5型」（Agni V）長程導彈，射程逾5,000公里，聲稱可直擊中國全境。

## 理念
印度武裝力量有五項主要任務：
- 保衛印度領土的完整。
- 受到外國攻擊則要保衛國家。
- 派遣我方兩棲戰裝備去敵岸作戰。
- 民間遇災支援（如洪水）。
- 國際維和行動。

## 結構
印度武裝力量總部位於首都新德里。印度總統擔任武裝部隊的最高統帥；聯邦政府為首的印度總理為武裝部隊所服從，負責執行行政事務。國防部則是負責所有的軍事行動，以確保打擊叛亂和國家安全。 

## 人事規模

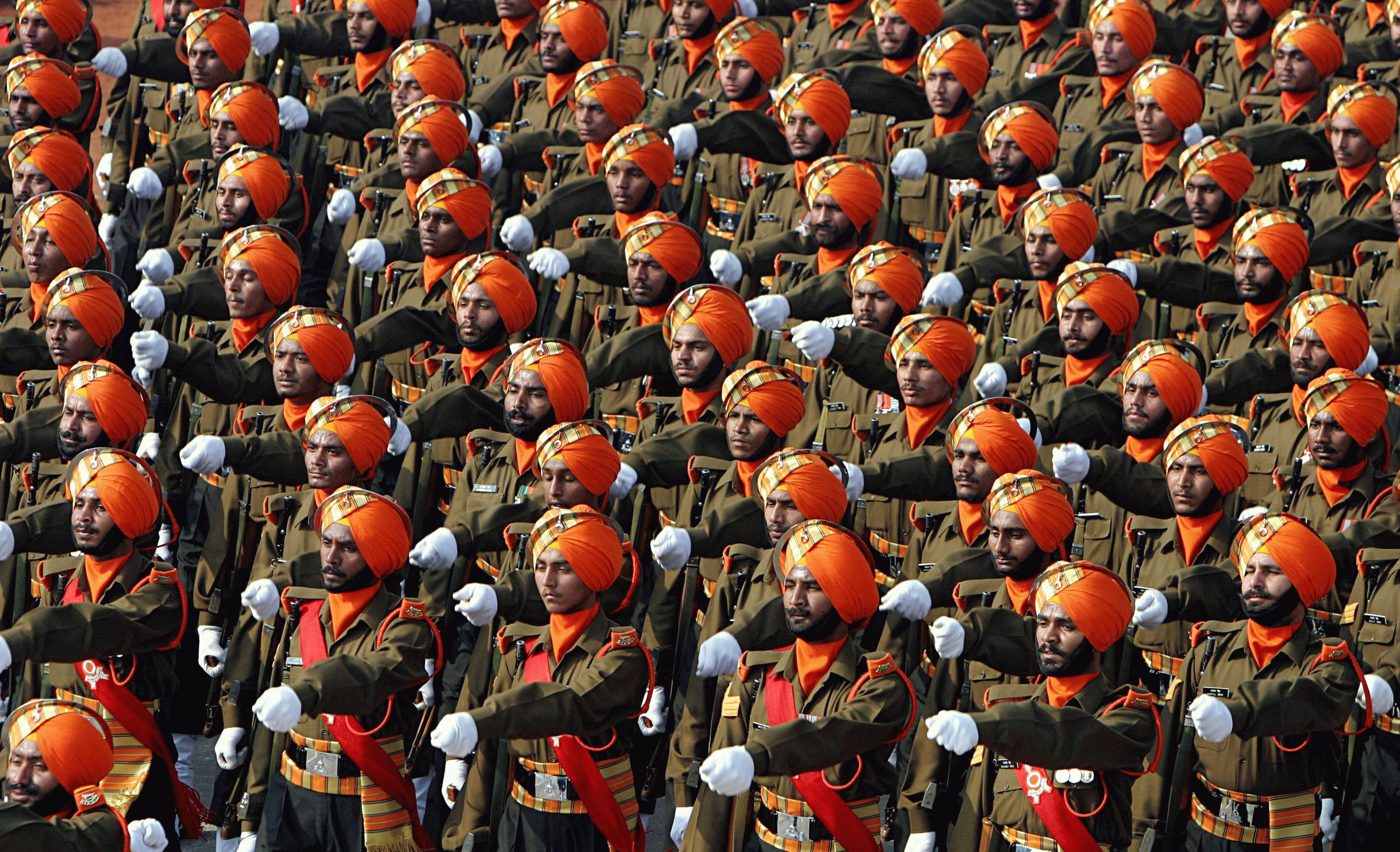
錫克輕步兵部隊

| 印度武裝部隊               | 印度武裝部隊 | 印度武裝部隊 |
| -------------------------- | ------------ | ------------ |
| 軍種                       | 現役人數     | 後備役人數   |
| 印度陸軍                   | 1,237,117    | 960,000      |
| 印度海軍                   | 67,228       | 55,000       |
| 印度空軍                   | 139,576      | 140,000      |
| 準軍事部隊                 |              |              |
| 印度海岸警衛隊             | 11,000       |              |
| 阿薩姆步槍隊               | 66,000       |              |
| 特別邊防部隊               | 10,000       |              |
| 中央武裝警察部隊及其他部隊 |              |              |
| 邊境安全部隊               | 257,363      |              |
| 中央工業安全部隊           | 144,418      |              |
| 中央後備警察部隊           | 313,678      |              |
| 印藏邊防警察               | 89,432       |              |
| 國家安全部隊               | 7,350        |              |
| 武裝邊防部隊               | 76,337       |              |
| 鐵路護衛部隊               | 70,000       |              |
| 國家災害應變部隊           | 13,000       |              |
| 國防安全部隊               | 31,000       |              |
| 特別保護組                 | 3,000        |              |
| 州武裝警察                 | 400,000      |              |
| 民防部隊                   | 500,000      |              |
| 國土防衛軍                 | 487,800      |              |

## 军事院校
- 印度國防學院

## 军种

### 陸軍

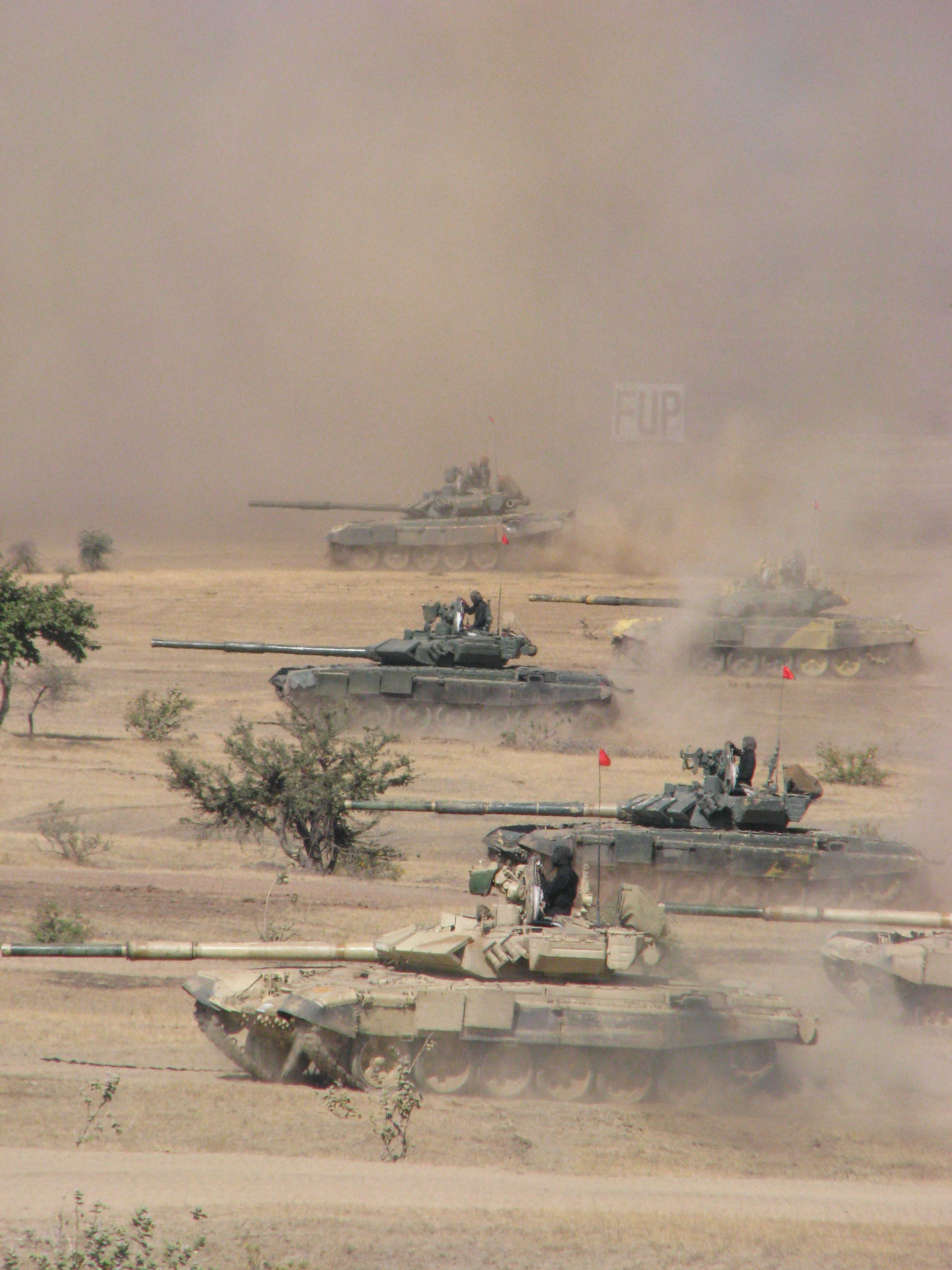
奔馳於塔爾沙漠的印度T-90坦克部隊

印度陸軍是现役人数最多的陸軍，完全屬於志願役，印度從未使用徵兵制過。起初的目標是為了保護國家的邊界，然而近來也對內部提供安全保護，特別是對襲擊克什米爾和東北部的武裝恐怖份子。
印度陸軍已參與過許多戰爭，第一次印巴戰爭、波羅行動、中印邊境戰爭、第二次印巴戰爭、第三次印巴戰爭、斯里蘭卡內戰、卡吉爾戰爭等。除此之外，印度也派遣軍隊作為聯合國的維和部隊，於塞浦路斯、黎巴嫩、剛果、安哥拉、柬埔寨、越南、納米比亞、薩爾瓦多、利比里亞、莫桑比克和索馬利亞等地行動。

### 海軍

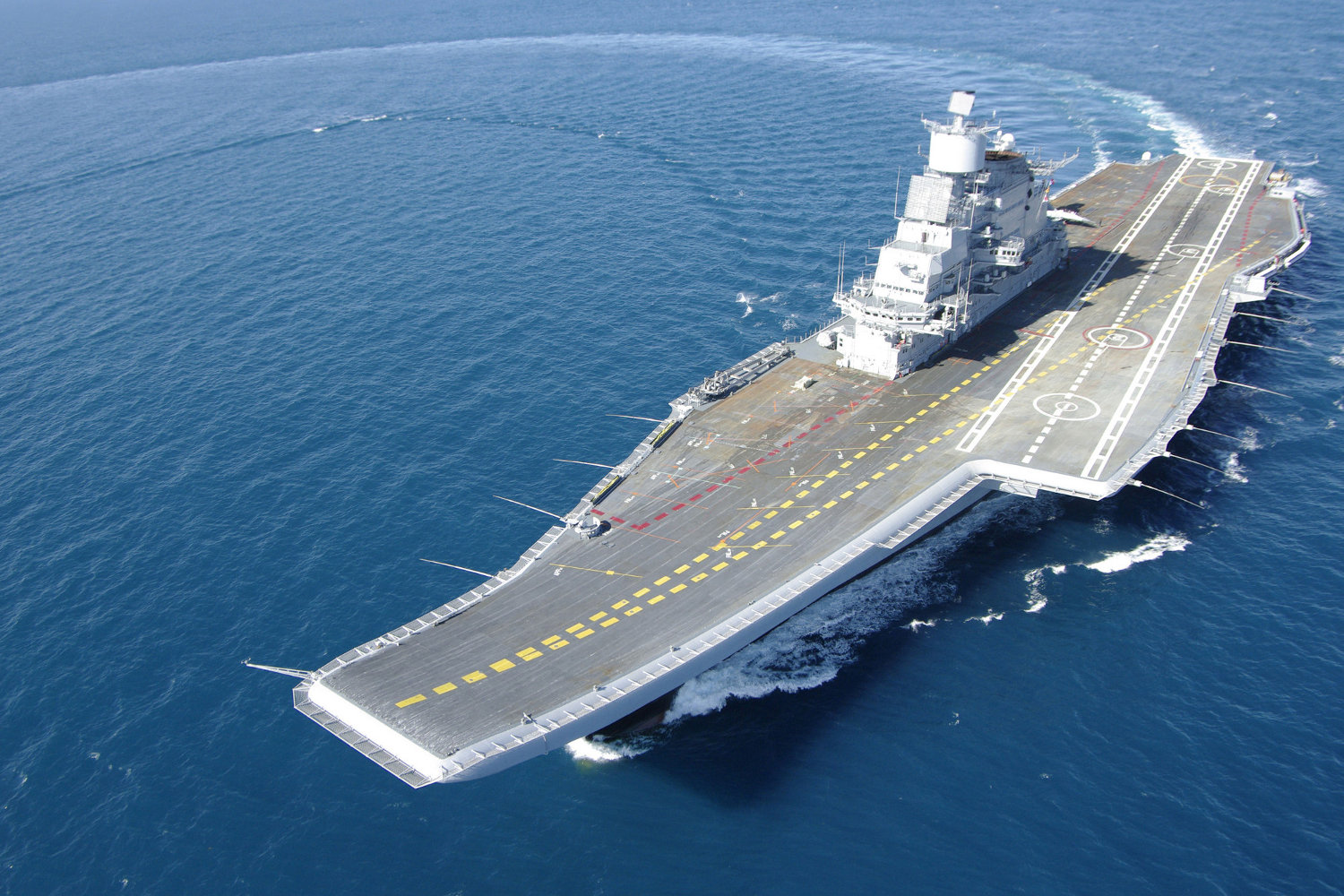
印度航空母艦維克拉瑪蒂亞號

印度海軍擁有67,000人，其中有5,000名海軍航空兵和2,000名海軍陸戰隊（MARCOS），是世界第五大海軍。印度海軍目前擁有超過155艘船艦，包括維拉特號航空母艦。近年印度開始發展海上力量，除了積極向外國購買多艘船艦外，也開發國產潛艇及航空母艦，計畫打造一支藍水海軍。
從2008至2013年，印度海軍預計花費約400億美元進行軍事現代化，包括：维克拉玛蒂亚号、维拉特号航空母舰、P-8波塞頓反潛機、殲敵級潛艇、什瓦力克級護衛艦、加爾各答級驅逐艦、鮋魚級潛艇及改良塔瓦爾級護衛艦。

### 空軍

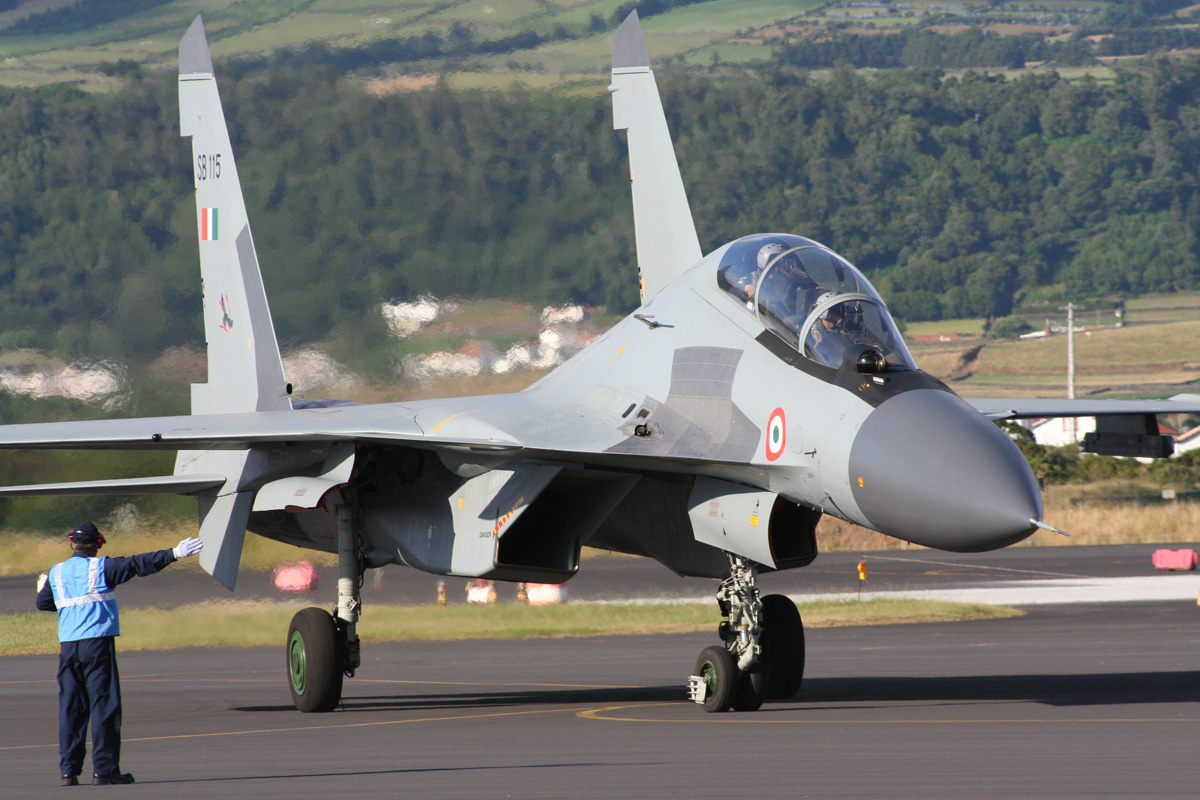
印度的蘇-30戰鬥機

正式成立於1932年10月8日作為輔助空軍的印度帝國和皇家前鋒 1945年在二戰期間印度空軍正式進入戰場作戰。印度於1947年獲得獨立後，印度空軍正式為印度聯邦服務，印度成為共和國於1950年前鋒正式離去。自獨立以來，印度空軍同周邊巴基斯坦，並與中國已經參與了四場戰爭。除了衝突，印度空軍一直是積極參與者聯合國 維持和平任務。印度總統擔任印度空軍司令。

### 海岸警衛隊
印度海岸警備隊 （ICG）印度四個武裝部隊的其中之一，其使命是守衛印度共和國的海上利益。印度海岸警衛隊的組織類似於其他的印度武裝部隊。它按海岸警衛隊法創建於1978年8月18日成為一個獨立的單位。它的工作由國防部指揮。
印度海岸警衛隊的任務是保護印度的海上利益，包括它的海岸線，專屬經濟區和航運。它還負責與印度的海上有關海洋的資源，航運，海關和稅務，海洋環境，保護物種以及毒品的執法。
海岸警衛隊與印度海軍 ，印度漁業部，稅務部（海關）和中央和國家警察部隊密切合作。印度海岸警衛隊通常是由一名海軍中將指揮。

## 導彈防禦計劃

印度烈火式彈道飛彈的射程範圍

## 核戰略司令部
- 印度核戰略司令部

## 海外基地

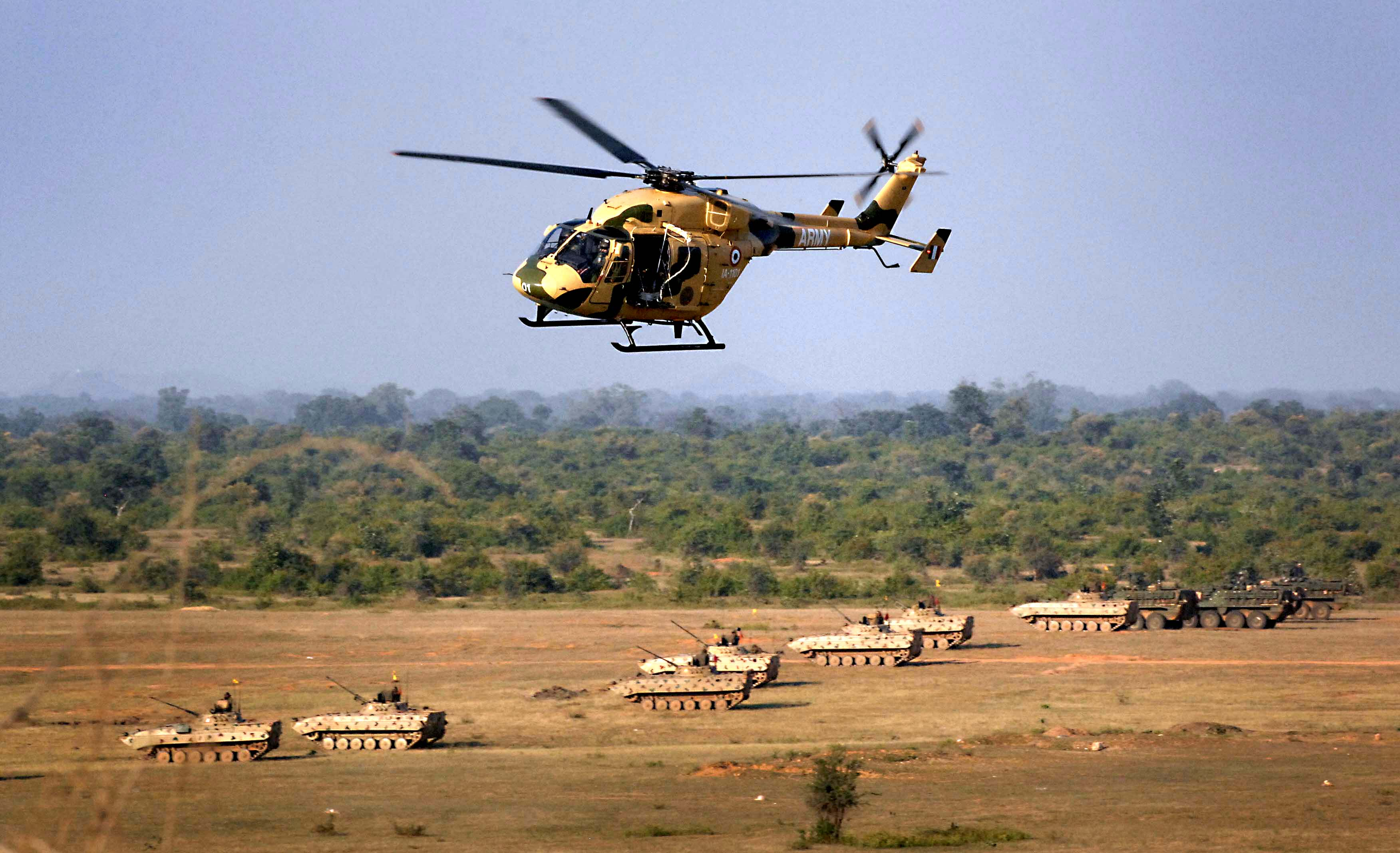
印度軍演

1958年，當時的印度總理尼赫魯訪問不丹，並重申印度支持不丹的獨立，隨後在印度議會宣布任何國家侵略不丹都將被視為侵略印度。
印度也有在塔吉克斯坦設立空軍基地。
印度也開始將馬爾地夫納入印度的安全網。
印度可以在對巴基斯坦的戰爭時，使用伊朗的基地。
此外，印度也是三個與日本簽訂安全條約的國家（另外是澳大利亞與美國）。印度和俄羅斯也有簽訂到到2010年的軍事合作協議。印度和緬甸簽署協議，包括經濟合作、安全與能源協定。印度和以色列也建立起軍事和情報交流的外交關係。雖然在冷戰時期印度和以色列呈對立狀態，但隨著蘇聯解體和伊斯蘭恐怖主義的崛起，這兩個國家變成了一個穩固的戰略同盟。

## 军费
2012年，军费开支468亿美元 (第8)，占GDP2.4% (2012 est.)
2016年，军费开支559亿美元(第5)，占GDP2.5% (2016 est.)
2020年，军费开支711亿美元 (第3)，占GDP2.4% (2020 est.)

## 延伸阅读
- 中央情報局世界概況2005年：印度（页面存档备份，存于）
- 因應中國威脅 美專家籲印度調整太空計劃 2009-02-22 10:02:22，中央社
- 印度警告歐巴馬勿批准全面禁止核子試爆條約 2009-03-24 12:20，法新社
- 俄報：印度正向全球軍事大國轉變 http://news.sina.com 2008年9月26日 01:06 （页面存档备份，存于），鳳凰衛視

### 外部連結
- 印度武裝部隊 - 印度軍方的官方網站
- 印度空軍-官方網站（页面存档备份，存于）
- 印度國防部 - 軍事与國防新聞
- Healthcare in India（英语：Healthcare in India#External links） - 《華盛頓郵報》通訊員Amar Bakshi調查以印度觀點擬議中的美印核武協議
- 印度增加軍費 （页面存档备份，存于） - TIME.com